# 区画
各国の行政区分については「行政区画」を参照。
| ウィキペディアには「区画」という見出しの百科事典記事はありません（タイトルに「区画」を含むページの一覧/「区画」で始まるページの一覧）。 代わりにウィクショナリーのページ「区画」が役に立つかもしれません。 |